# Olympische Zwischenspiele 1906/Leichtathletik – Standweitsprung (Männer)
Der Standweitsprung der Männer bei den Olympischen Zwischenspielen 1906 in Athen wurde am 25. April 1906 entschieden. Den Teilnehmern standen je drei Versuche zur Verfügung, den drei Besten noch ein weiterer Sprung. Bei gleicher Weite zweier Springer entschied der bessere zweitbeste Sprung über die Platzierung.

## Rekorde
| Weltrekord         | 3,89 m | Irland | J. Chandler |      |
| Olympischer Rekord | 3,47 m | USA    | Ray Ewry    | 1904 |

## Ergebnisse
| Platz | Athlet                   | Land         | Weite (m) |
| ----- | ------------------------ | ------------ | --------- |
| 1     | Ray Ewry                 | USA          | 3,30      |
| 2     | Martin Sheridan          | USA          | 3,095     |
| 3     | Lawson Robertson         | USA          | 3,05      |
| 4     | Léon Dupont              | Belgien      | 2,975     |
| 5     | Axel Ljung               | Schweden     | 2,955     |
| 6     | István Somodi            | Ungarn       | 2,86      |
| 7     | Alexandros Touferis      | Griechenland | 2,855     |
| 8     | Konstantinos Tsiklitiras | Griechenland | 2,84      |
| 9     | Henri Jardin             | Frankreich   | 2,83      |
| 10    | Herbert Kerrigan         | USA          | 2,83      |
| 11    | Ioannis Kollaros         | Griechenland | 2,78      |
| 12    | Pantelis Amiras          | Griechenland | 2,775     |
| 13    | Theodor Scheidl          | Österreich   | 2,775     |
| 14    | Julius Wagner            | Deutschland  | 2,75      |
| 15    | István Mudin             | Ungarn       | 2,75      |
| 16    | Emilio Brambilla         | Italien      | 2,725     |
| 17    | Martin Brustmann         | Deutschland  | 2,70      |
| 18    | Alexandre Maspoli        | Frankreich   | 2,695     |
| 19    | Hjalmar Johansson        | Schweden     | 2,69      |
| 20    | Arthur Mallwitz          | Deutschland  | 2,675     |
| 21    | Wilhelm Ritzenhoff       | Deutschland  | 2,67      |
| 22    | André Tison              | Frankreich   | 2,66      |
| 23    | Paul Weinstein           | Deutschland  | 2,65      |
| 24    | Gustav Krojer            | Österreich   | 2,57      |
| 25    | Aage Petersen            | Dänemark     | 2,555     |
| 26    | Eric Lemming             | Schweden     | 2,535     |
| 27    | Niels Løw                | Dänemark     | 2,525     |
| 28    | Uno Häggman              | Finnland     | 2,425     |
| 29    | Epaminonas Anezakis      | Kreta        | 2,42      |
|       | Hugo Friend              | USA          | ogV       |

Ewry hätte mit jedem seiner vier Sprünge den Wettkampf klar gewonnen. Ihre Bestwerte erzielten alle drei Medaillengewinner im Finaldurchgang.